# حامول ذو رائحة
حامول ذو رائحة (الاسم العلمي:Cuscuta odorata) هو نوع من النباتات يتبع جنس الحامول من الفصيلة المحمودية.